# 1937

## Събития
- 30 януари – В Германия е удължен законът за извънредните пълномощия с четири години.
- 14 март – Енциклика на папа Пий XI до Германия: С дълбока загриженост.
- 26 април – По време на Испанската гражданска война баският град Герника е бомбардиран от германски и италиански самолети.
- 6 май – Дирижабълът „Хинденбург“ изгаря при опит за кацане в Ню Йорк.
- 8 юни – Състои се премиерата на кантатата „Кармина Бурана“ на Карл Орф във Франкфурт.
- 2 юли – Амелия Еърхарт изчезва в небето над остров Хауланд.
- 7 юли – Инцидент на моста Лугоу довежда до началото на Втората китайско-японска война.
- 7 септември – Адолф Хитлер обявява краха на Версайския договор.
- 6 ноември – Италия се присъединява към Антикоминтерновския пакт.
- 10 ноември – В протокола на Хосбах е очертан планът на Адолф Хитлер за надмощие в Европа.
- 19 ноември – Съвещание на Адолф Хитлер с лорд Халифакс.
- 11 декември – Италия напуска Обществото на народите.
- 21 декември – За първи път е прожектиран филмът Снежанка и седемте джуджета.

## Родени
- Герасим Калугеров, български футболист
- Цветан Стойнов, български футболист
- Пенко Градишки, български журналист
- 7 януари – Али Соили, коморски политик († 1978 г.)
- 9 януари – Енрике Лисалде, мексикански актьор († 2013 г.)
- 18 януари – Джон Хюм, британски политик, лауреат на Нобелова награда за мир през 1998 г. († 2020 г.)
- 22 януари – Джоузеф Уомбо, американски писател
- 30 януари – Борис Спаски, руски шахматист и десети световен шампион по шахмат (1969 – 1972) († 2025 г.)
- 13 февруари – Рупия Банда, замбийски политик († 2022 г.)
- 15 февруари
  - Христина Вучева, български икономист и политик († 2020 г.)
  - Коен Мулийн, холандски футболист († 2011 г.)
- 21 февруари – Харалд V, крал на Норвегия
- 22 февруари – Джоана Ръс, американска писателка († 2011 г.)
- 6 март – Валентина Терешкова, руски космонавт
- 14 март – Надка Караджова, българска народна певица († 2011 г.)
- 16 март – Янко Динков, български футболист и треньор
- 22 март – Едмар Меднис, американски шахматист († 2002 г.)
- 26 март – Ахмед Курей, палестински политик († 2023 г.)
- 30 март – Уорън Бийти, американски актьор, продуцент, сценарист и режисьор
- 7 март – Георги Трингов, български шахматист и втори български гросмайстор (1963 г.) († 2000 г.)
- 22 март – Армин Хари, немски лекоатлет
- 4 април – Лайош Портиш, унгарски шахматист и гросмайстор
- 8 април – Момо Капор, сръбски писател († 2010 г.)
- 10 април – Бела Ахмадулина, руска поетеса († 2010 г.)
- 13 април – Едуард Фокс, английски актьор
- 18 април – Георги Маринов, български писател († 2011 г.)
- 22 април – Джак Никълсън, американски актьор
- 28 април – Саддам Хюсеин, диктатор и президент на Ирак († 2006 г.)
- 4 май – Методий Григоров, български хоров диригент († 2020 г.)
- 8 май – Цанчо Цанчев, български кинооператор († 1999 г.)
- 9 май – Рафаел Монео, испански архитект
- 12 май
  - Джордж Карлин, американски комик и актьор († 2008 г.)
  - Младен Григоров, български лекар
- 13 май – Роджър Зелазни, американски писател († 1995 г.)
- 15 май – Мадлин Олбрайт, американски политик († 2022 г.)
- 21 май – Менгисту Хайле Мариам, етиопски президент
- 27 май – Жерар Клайн, френски писател
- 30 май – Любиша Георгиевски, театрален режисьор, писател и политик († 2018 г.)
- 1 юни – Колийн Маккълоу, австралийска писателка († 2015 г.)
- 12 юни – Владимир Арнолд, съветски, руски и френски математик († 2010 г.)
- 16 юни – Симеон Сакскобургготски, български държавник и 62-ри министър-председател на България
- 23 юни
  - Марти Ахтисаари, фински политик († 2023 г.)
  - Симеон Стоянов, български поет († 2002 г.)
- 25 юни – Надежда Василева, българска състезателка по ски бягане
- 26 юни – Робърт Ричардсън, американски физик, носител на Нобелова награда († 2013 г.)
- 30 юни – Анастасия Димитрова-Мозер, български политик
- 2 юли
  - Иля Талев, български писател и езиковед († 2008 г.)
  - Майда Сепе, словенска певица и бивша манекенка († 2006 г.)
- 7 юли – Альоша Кафеджийски, български скулптор и художник
- 12 юли – Бил Козби, американски актьор и комик
- 16 юли – Петър Андасаров, български поет
- 17 юли – Петре Наковски, писател от Република Македония
- 28 юли – Франсис Вебер, френски сценарист и режисьор
- 29 юли – Даниъл Макфадън, американски икономист, лауреат на Нобелова награда за икономика през 2000 г.
- 5 август – Джеймс Карлайл, Генерал-губернатор на Антигуа и Барбуда
- 8 август – Дъстин Хофман, американски актьор
- 11 август – Мира Попова, български журналист
- 12 август – Херман де Кро, белгийски политик
- 17 август – Богомил Аврамов, български писател
- 18 август – Робърт Редфорд, американски актьор и режисьор
- 20 август – Андрей Кончаловски, руски режисьор
- 10 септември – Джаред Даймънд, американски биолог
- 11 септември – Йосиф Кобзон, руски певец, политик и общественик († 2018 г.)
- 12 септември – Вълчо Камарашев, български актьор († 2020 г.)
- 14 септември – Ренцо Пиано, италиански архитект
- 15 септември – Робърт Лукас, американски икономист († 2023 г.)
- 30 септември – Юрек Бекер, немски писател († 1997 г.)
- 1 октомври – Райко Стойнов, български футболист († 2010 г.)
- 2 октомври – Хелга Шютц, немска писателка
- 4 октомври – Франц Враницки, австрийски политик
- 16 октомври – Константин Илиев, драматург, белетрист, преводач
- 18 октомври – Людмил Стайков, български театрален и кинорежисьор
- 23 октомври – Данчо Данчев, български учител и есперантист
- 6 ноември – Вадим Бакатин, руски офицер и политик († 2022 г.)
- 10 ноември – Никола Гигов, български поет и писател († 2016 г.)
- 13 ноември
  - Снежина Гогова, български езиковед, български синолог (китаист), български социолингвист
  - Димитър Димитров, учен и политик от Република Македония
- 24 ноември – Никола Георгиев, български литературовед, културолог († 2019 г.)
- 30 ноември
  - Едуард Артемиев, руски композитор
  - Ридли Скот, британски продуцент и режисьор
- 13 декември
  - Димитър Димов, български футболист
  - Роберт Гернхарт, немски писател и художник († 2006 г.)
  - Паул Маар, немски писател
- 19 декември – Милчо Левиев, български музикант († 2019 г.)
- 21 декември – Джейн Фонда, американска актриса
- 22 декември – Ренате Велш, австрийска детска писателка
- 25 декември – Радослав Гайдарски, български лекар и политик
- 31 декември
  - Аврам Хершко, биохимик, нобелов лауреат
  - Николас Борн, немски писател († 1979 г.)
  - Антъни Хопкинс, британски актьор

## Починали
- Григорис Фалиреас, гръцки военен и андартски капитан (* 1837 г.)
- Захария Шумлянска, българска просветна деятелка (* 1864 г.)
- Серафим Боянов, български просветен деец (* 1865 г.)
- 10 януари – Генко Мархолев, български военен деец (* 1865 г.)
- 14 януари – Стефан Бочаров, български военен лекар (* 1862 г.)
- 4 февруари – Бончо Василев, български военен и революционер (* 1872 г.)
- 7 февруари – Илайхю Рут, американски политик (* 1845 г.)
- 17 февруари
  - Панайот Дворянов, български офицер (* 1856 г.)
  - Хуго Майзъл, австрийски футболист (* 1881 г.)
- 20 февруари – Димитър Тончев, български политик и държавник (* 1859 г.)
- 15 март – Хауърд Лъвкрафт, американски писател (* 1890 г.)
- 16 март – Мара Белчева, българска поетеса (* 1868 г.)
- 17 март – Остин Чембърлейн, британски политик (* 1863 г.)
- 23 март – Джон Рокфелер, американски предприемач (* 1839 г.)
- 30 март – Никола Димков, български общественик (* 1859 г.)
- 6 април – Анастас Иширков, български учен, географ и етнограф (* 1868 г.)
- 13 април – Иля Илф, руски писател-сатирик (* 1897 г.)
- 27 април – Антонио Грамши, италиански писател и политик (* 1891 г.)
- 3 май – Петър Тантилов, български военен деец (* 1861 г.)
- 28 май – Алфред Адлер, австрийски психолог (* 1870 г.)
- 1 юни – Любомир Милетич, български филолог (* 1863 г.)
- 4 юни – Стефан Богданов, български военен деец (* 1865 г.)
- 12 юни – Михаил Тухачевски, руски военачалник (маршал на СССР) (* 1893 г.)
- 19 юни – Джеймс Матю Бари, шотландски писател и журналист (* 1860 г.)
- 21 юни – Симеон Ванков, български офицер и руски генерал (* 1858 г.)
- 11 юли – Джордж Гершуин, американски композитор (* 1898 г.)
- 15 юли – Георги Гешев, български шахматист (* 1903 г.)
- 20 юли – Гулиелмо Маркони, италиански физик и изобретател, лауреат на Нобелова награда за физика през 1909 г. (* 1874 г.)
- 30 юли – Станое Станоевич, сръбски историк (* 1874 г.)
- 9 август – Фердинанд Шилър, британски философ (* 1864 г.)
- 2 септември – Пиер дьо Кубертен, основател на съвременното олимпийско движение (* 1863 г.)
- 3 октомври – Александър Чаянов, руски агроном и писател (* 1888 г.)
- 9 октомври – Иван Урумов, български ботаник (* 1856 г.)
- 15 октомври – Йордан Йовков, български писател (* 1880 г.)
- 19 октомври – Ърнест Ръдърфорд, британски физик, лауреат на Нобелова награда за химия през 1908 г. (* 1871 г.)
- 23 октомври – Симеон, варненски и преславски митрополит (* 1840 г.)
- 9 ноември – Рамзи Макдоналд, британски политик (* 1866 г.)
- 13 ноември – Димитър Подвързачов, български писател (* 1881 г.)
- 18 ноември – Захария Шумлянска, българска просветна деятелка (* 1864 г.)
- 23 ноември – Жорж Албер Буланже, британски зоолог (* 1858 г.)
- 26 ноември – Пелжидийн Генден, монголски политик (* 1892 г.)
- 27 ноември – Вилхелм Вайнберг, германски генетик (* 1862 г.)
- 1 декември – Тихомир Павлов, български писател (* 1880 г.)
- 7 декември – Антон Страшимиров, български писател (* 1872 г.)
- 8 декември – Павел Флоренски, руски богослов (* 1882 г.)
- 18 декември – Иван Андонов, български революционер и обществен деец (* 1854 г.)
- 21 декември – Франк Билингс Келог, американски политик (* 1856 г.)
- 25 декември – Никола Парапанов, български военен деец (* 1874 г.)
- 28 декември – Морис Равел, френски композитор (* 1875 г.)

## Нобелови награди
- Физика – Клинтън Джоузеф Дейвисън, Джордж Томсън
- Химия – Уолтър Хауърт, Паул Карер
- Физиология или медицина – Алберт Сент-Дьорди
- Литература – Роже Мартен дю Гар
- Мир – Робърт Сесил

Вижте също:
- календара за тази година